# FK Homel
Az FK Homel (belarusz nyelven: Футбольны Клуб Гомель, magyar átírásban: Futbolni klub Homel) egy fehérorosz labdarúgócsapat Homelben, Fehéroroszországban, jelenleg a fehérorosz másodosztályban szerepel.

## Sikerei
- Fehérorosz bajnok: 1 alkalommal (2002)
- Fehéroroszkupa-győztes: 1 alkalommal (2002)